# ديسمانيتسا
ديسمانيتسا (بالبلغارية: Дисманица)‏ قرية تقع إدارياً ضمن Sevlievo ‏ في بلغاريا. ويبلغ عدد سكانها 5 نسمة حسب تعداد 15 مارس 2015. تعتمد ديسمانيتسا للبريد على الرمز البريدي 5441.